# Adelodrilus pilatus
Adelodrilus pilatus är en ringmaskart som beskrevs av Erséus och Davis 1984. Adelodrilus pilatus ingår i släktet Adelodrilus och familjen glattmaskar. Inga underarter finns listade i Catalogue of Life.